# サッド・ムービー
『サッド・ムービー』（原題：새드무비、英題：Sad Movie）は、2005年公開の韓国映画。

## あらすじ
ジヌとスジョン、ハソクとスッキョン、サンギュとスウン、ジュヨンとフィチャンの4つのカップルが織り成す物語。

## キャスト
- チョン・ウソン - ジヌ（消防士）
- イム・スジョン - スジョン（手話通訳士）
- チャ・テヒョン - ハソク（別れさせ屋）
- ソン・テヨン - スッキョン（スーパーのレジ店員）
- イ・ギウ - サンギュ（遊園地の肖像画家）
- シン・ミナ - スウン（スジョンの妹、聴覚障害者、遊園地のパレード団員）
- ヨム・ジョンア - ジュヨン（インテリアデザイナー）
- ヨ・ジング - フィチャン（ジュヨンの息子）